# 2010. február 19-i konzisztórium
A 2010. február 19-i konzisztóriumot XVI. Benedek pápa hívta össze. Ezen a konzisztóriumon 6 boldog szenttéavatási határozatát hirdette ki.

## Szenttéavatási határozatok
- Stanisław Sołtys (Kazimierczky) kanonok
- André (Alfred) Bessette szerzetes
- Cándida María De Jesús (Juana Josefa) Cipitria y Barriola szűz és rendalapító
- Mary of the Cross (Mary Helen) MacKillop szűz és rendalapító
- Giulia Salzano szűz és rendalapító
- Battista (Camilla) Varano szűz és szerzetes

A konzisztórium során a pápa elrendelte, hogy a hat új szent 2010. október 17-én kerüljön fel a szentek névsorába.